# پالو (ترکیه)
پالو (به ترکی استانبولی: Palu) یک منطقهٔ مسکونی در ترکیه است که در استان الازیغ واقع شده‌است.